# Batalion ON „Dąbrowa Górnicza”

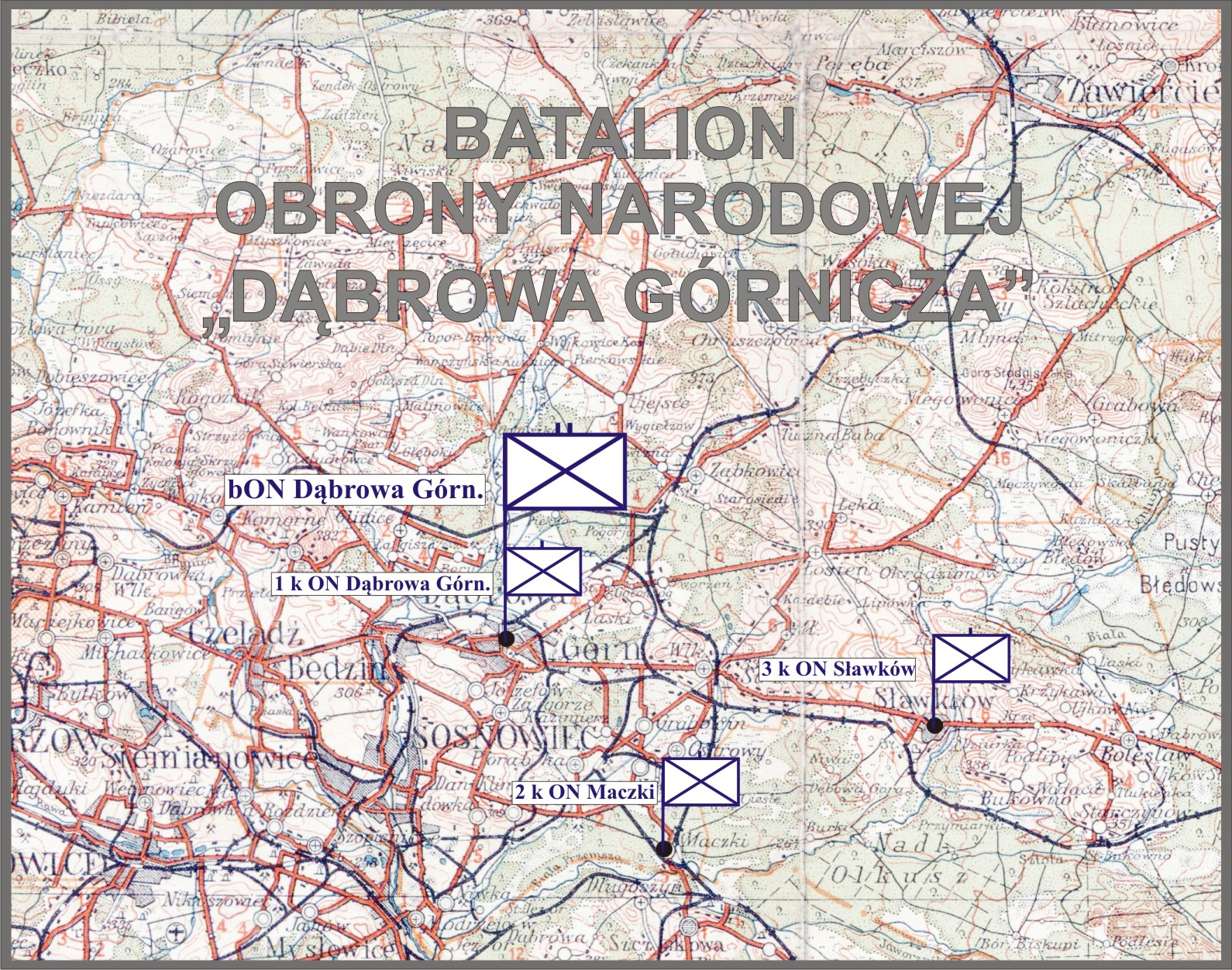
Batalion ON Dąbrowa

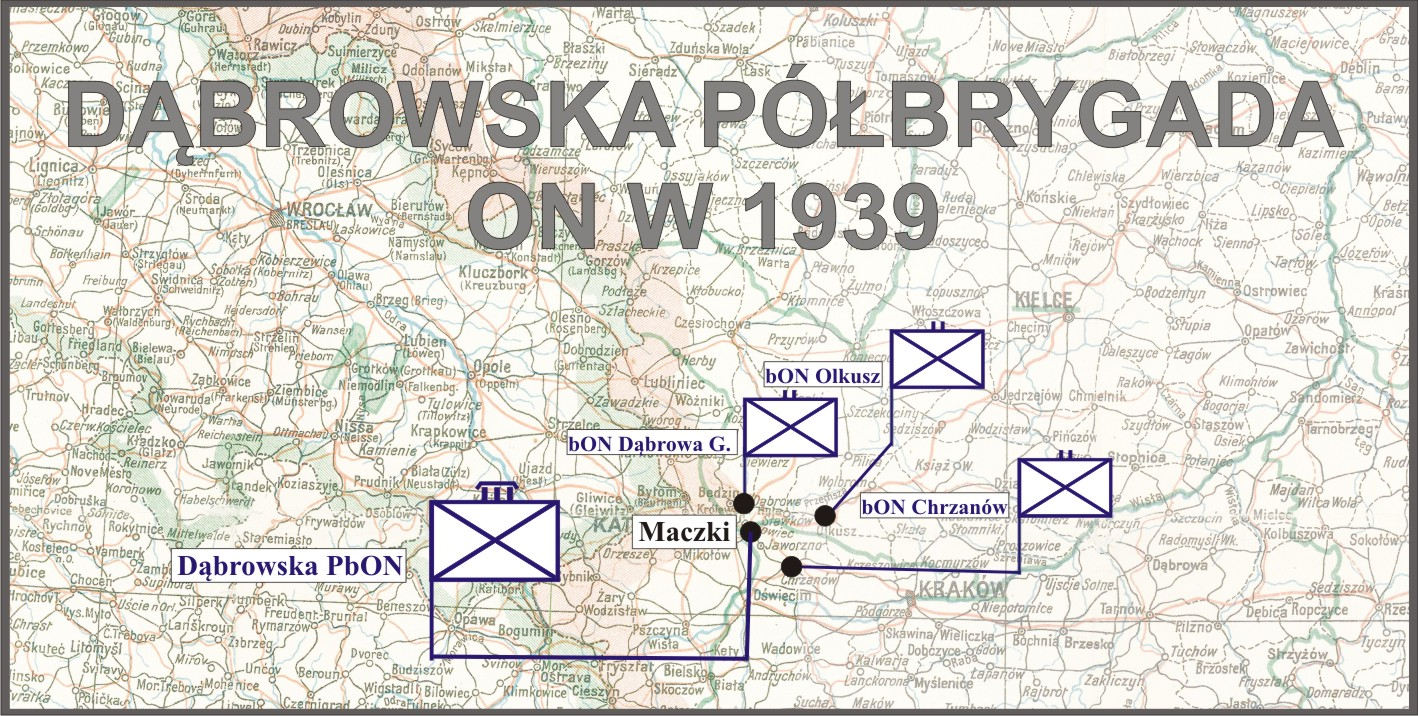
Dąbrowska Półbrygada ON

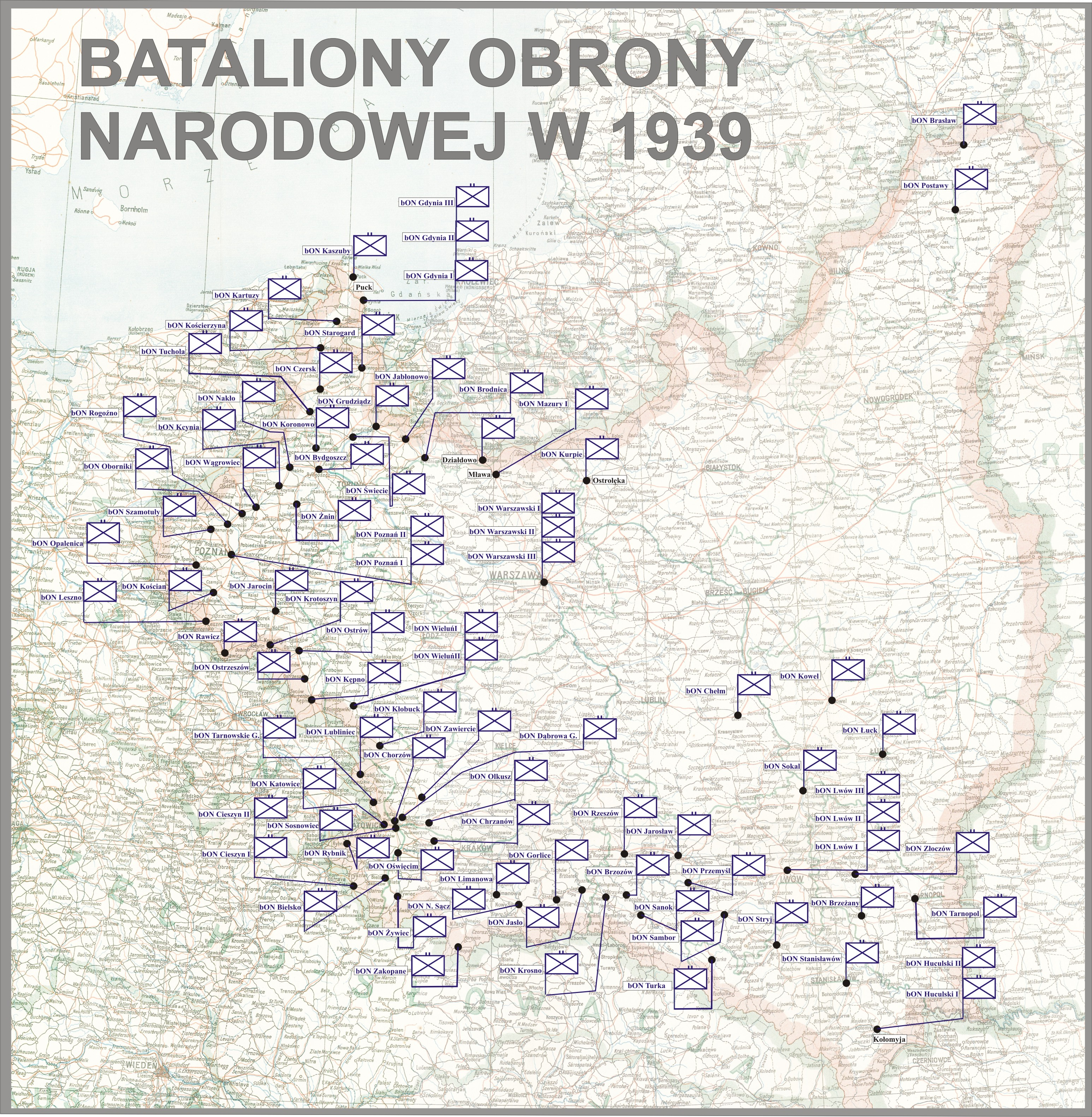
Obrona Narodowa w 1939

Dąbrowski Batalion Obrony Narodowej (batalion ON „Dąbrowa Górnicza”) – pododdział piechoty Wojska Polskiego II RP.

## Formowanie batalionu
Formowanie jednostki batalionu rozpoczęto na podstawie rozkazu Biura ds. ON MSWojsk.L.183 z 2 VIII 1939 w pierwszej dekadzie sierpnia 1939 roku według etatu batalionu ON typ IV lub według etatu batalionu ON typ II. Jednostka wchodziła w skład Dąbrowskiej Półbrygady ON. Stacjonowała na terenie Okręgu Korpusu Nr V: dowództwo w Olkuszu, 1 kompania w Dąbrowie Górniczej, 2 kompania w Maczkach, a 3 kompania w Sławkowie.
24 sierpnia 1939 roku, po rozpoczęciu mobilizacji alarmowej, pododdział został przeformowany w I batalion 204 pułku piechoty. Organizacja jednostki zakończona została w pierwszych dniach września 1939 roku.

## Organizacja pokojowa batalionu
- Dowódca batalionu - mjr Stanisław Tomaszewski
- 1 kompania ON „Dąbrowa Górnicza”
- 2 kompania ON „Maczki”
- 3 kompania ON „Sławków”